# 마이크로소프트 리서치

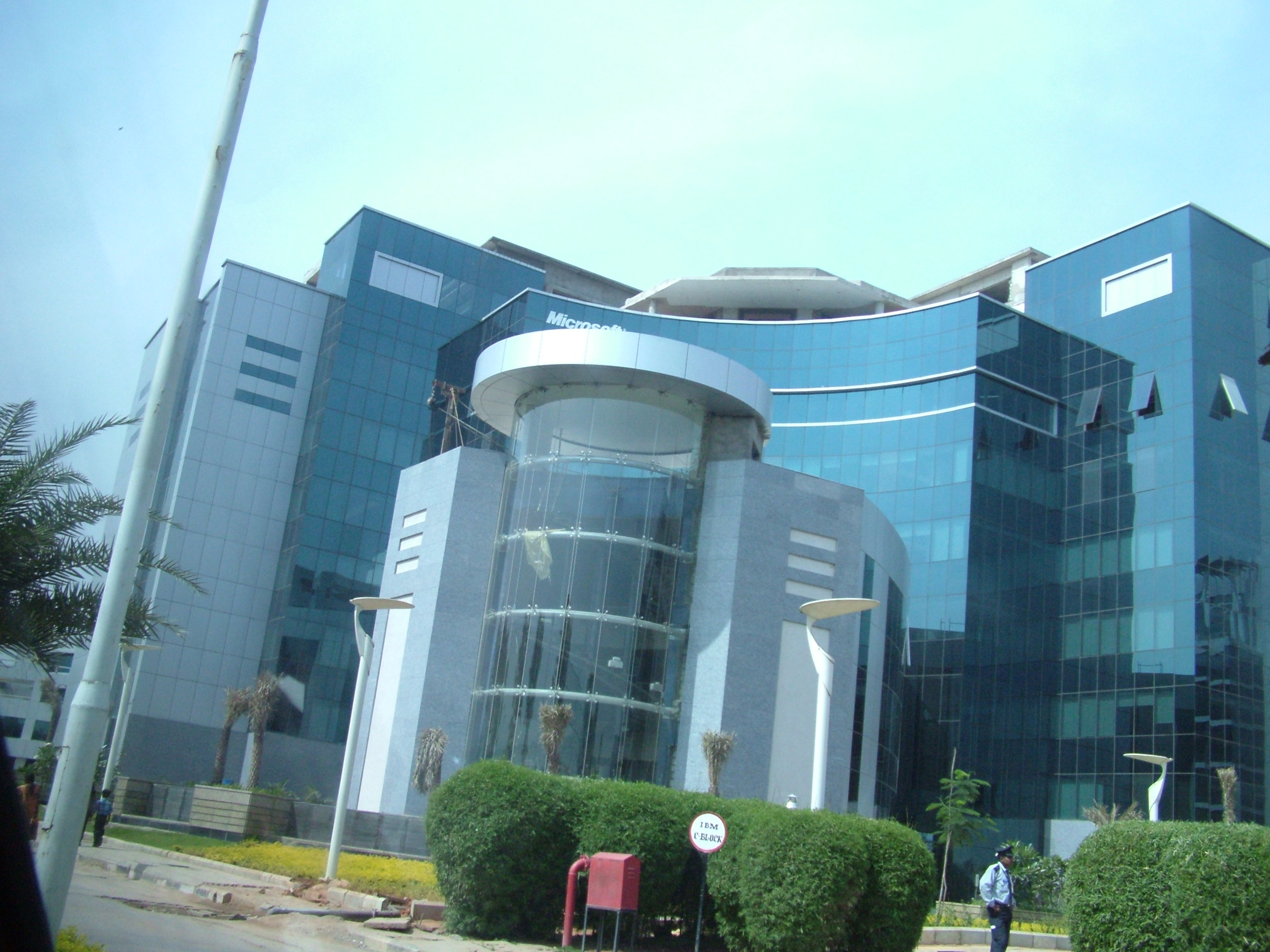

마이크로소프트 리서치(Microsoft Research, MSR)는 마이크로소프트사가 전산학에 대한 여러 주제와 문제를 연구하기 위해 1991년에 설립한 부서이다. 이 연구소에는 튜링상 수상자인 C.A.R. 호어와 버틀러 램슨, 필즈상 수상자인 마이클 프리드먼, 맥아더 장학금 수상자인 짐 블린, 다익스트라상 수상자인 레슬리 램포트 등 컴퓨터 과학의, 물리학, 수학 등의 분야의 저명한 전문가들이 소속되어 있다. 짐 그레이 역시 항해를 타다 실종되기 전까지 이 연구소에 소속되어 있었다.

## 연구 분야
마이크로소프트 리서치가 진행하는 연구는 다음의 분야로 분류할 수 있다.
1. 알고리즘과 이론
2. 하드웨어 개발
3. 인간과 컴퓨터 상호 작용
4. 기계 학습, 적응, 지능
5. 멀티미디어와 그래픽
6. 검색, 수집, 지식 관리
7. 보안, 암호화
8. 소셜 컴퓨팅
9. 소프트웨어 개발
10. 시스템, 아키텍처, 모빌리티, 네트워킹
11. 계산 및 체계[2]